# Gallensteinileus
Ein Gallensteinileus ist eine seltene Komplikation des Gallensteinleidens, bei dem ein aus den Gallenwegen abgegangener Gallenstein einen Darmverschluss (lat. Ileus) auslöst. Ca. 1 bis 4 % aller Darmverschlüsse werden durch einen Gallenstein verursacht. Betroffen sind meist ältere Patienten.

## Ursachen
Das Gallensteinleiden kann eine akute oder chronische Entzündung bewirken, die nicht nur die Gallenblase betrifft, sondern auch die anatomisch eng der Gallenblase anliegende Wand des Querdarms oder des Zwölffingerdarms entzündlich zerstört. Anstelle eines Durchbruchs der Gallenblase in die freie Bauchhöhle, die zu einer lebensbedrohlichen galligen Bauchfellentzündung führen würde, kann die Gallenblasenwand auch in den Dickdarm oder den Zwölffingerdarm perforieren; es entsteht eine Fistel. Diese Fisteln werden cholecystokolische bzw. cholecystoduodenale Fisteln genannt und führen bei chronischem Verlauf oft zu einer Symptomtrias von Aerobilie (Luft in den Gallenwegen), chronischen Durchfällen und Vitamin-K-Mangel. Der Darmverschluss entsteht, wenn ein ausreichend großer Gallenstein über diese die Gallenblase und den Darm verbindende Fistel in den Darm gelangt. Der Verschluss findet sich entweder im Bereich der Fistel zum Duodenum oder Quercolon (bedingt durch entzündliche Ummauerung des Steines mit Schwellung des umgebenden Gewebes) oder – falls der Stein über die cholecystoduodenale Fistel in den Dünndarm übergetreten ist – am Übergang vom Dünndarm zum Dickdarm, der sogenannten Ileozäkalklappe.

## Diagnostik
Die Patienten klagen anfangs häufig über Bauchschmerzen und Übelkeit. Die bildgebenden Verfahren zeigen je nach Lokalisation des Darmverschlusses unterschiedliche Befunde. Gelegentlich kann ein Übertritt von Luft in die Gallenwege (Aerobilie) festgestellt werden. Die klassische Rigler-Trias mit Dünndarmileus, Aerobilie und Nachweis des Gallensteins an ektoper Stelle ist im Röntgenübersichtsbild nur selten zu finden. Die Computertomographie zeigt die einzelnen Teile der Trias besser.
Hoher Gallensteinileus
Liegt der Verschluss im Bereich des Zwölffingerdarms, treten die Symptome einer Magenausgangsstenose (auch als „hoher Ileus“ bezeichnet) auf, also Erbrechen unverdauten Mageninhalts, dadurch hoher Flüssigkeitsverlust und Elektrolytverschiebungen. In der Magen-Darm-Passage sieht man keinen Kontrastmittelübertritt vom Magen bzw. oberen Duodenum in den Darm. Durch eine Gastroskopie kann der verschließende Stein, die stenosierende Vernarbung, gelegentlich auch die Fistel in die Gallenblase gesehen werden.
Dünndarmileus
Bei einer Lokalisation des den Ileus verursachenden Steines im Bereich des ileozökalen Übergangs treten die typischen Symptome des mechanischen Dünndarmileus auf: Erbrechen von Dünndarminhalt, krampfartige, mittelschwere bis schwerste Bauchschmerzen, metallisch klingende, vermehrte Darmgeräusche bei der Auskultation. Sonographisch sieht man erweiterte Dünndarmschlingen mit Störungen des Nahrungstransports (sog. „Pendelperistaltik“) und vergröberter Darstellung der Schleimhautfalten („Klaviertastenphänomen“). Auch die Befunde aller weiteren bildgebenden Verfahren sowie die Laborbefunde entsprechen denen des mechanischen Ileus.
Dickdarmileus
Liegt der Verschluss in Höhe des Querdarms (Colon transversum), entwickeln sich die Symptome und objektiven Befunde aufgrund der Reservoirfunktion des Dickdarms etwas langsamer, gleichen aber denen beim Dünndarmileus. Ein Kolonkontrasteinlauf, der in solchen Notfallsituationen in der Regel mit wasserlöslichem Kontrastmittel statt mit Bariumsulfat durchgeführt wird, findet sich ein Stop im rechten Oberbauch ohne Darstellung der rechten Colonflexur und des Colon ascendens.

## Therapie und Verlauf
Ein unbehandelter mechanischer Darmverschluss führt zur Minderdurchblutung der Darmwand mit nachfolgender Gangrän; es treten schwere Elektrolytentgleisungen und die Freisetzung von Toxinen auf, der mechanische Ileus geht mit dem „Absterben“ des Darmes in einen paralytischen Ileus über. Dieser Zustand ist mit dem Leben nicht vereinbar.
Daher ist zunächst die Versorgung des Ileus vorrangig. Die zum Einsatz kommenden Operationsmethoden sind von der Lokalisation des Verschlusses, dem intraoperativen Befund und dem klinischen Zustand des Patienten abhängig. Ob eine Gallensanierung in der gleichen Operationssitzung oder später erfolgen sollte, ist in der wissenschaftlichen Literatur umstritten und sehr stark vom Einzelfall abhängig. Aufgrund der geringen Fallzahl und der fast ausschließlich retrospektiv erfassten Fälle ist eine Entscheidung darüber schwierig. Üblicherweise wird eine „one-stage-procedure“ bei Patienten mit einem geringen Operationsrisiko empfohlen. Die operative Versorgung der die Störung verursachenden Fisteln stellt ein besonderes Problem dar, da in solchen Fällen eine komplizierte und langwierige Operation notwendig sein kann.